# Paiste
Paiste er et schweizisk firma, der designer og producerer bækkener og andre slagtøjsinstrumenter. Paiste er verdens 3. største producent af bækkener, gongonger og metal percussion.